# Danilo
Danilo je moško osebno ime. Ženska oblika je Danila.

## Izvor imena
Ime Danilo je različica moškega osebnega imena Danijel.

## Tujejezikovne različice imena
- pri Angležih, Hrvatih, Italijanih, Nemcih, Poljakih idr.: Danilo (Daniel)
- pri Rusih idr. vzhodnih Slovanih: Daniil ...

## Pogostost imena
Po podatkih Statističnega urada Republike Slovenije je bilo na dan 31. decembra 2007 v Sloveniji število moških oseb z imenom Danilo: 2.616. Med vsemi moškimi imeni pa je ime Danilo po pogostosti uporabe uvrščeno na 87. mesto.

## Osebni praznik
V koledarju je ime Danilo zapisano skupaj z imenom Danijel.

## Znane osebe
- Danilo I., črnogorski vladika
- Danilo I. Petrović Njegoš, črnogorski knez in kralj
- Danilo Bezlaj, igralec
- Danilo Cedilnik, ilustrator, alpinist
- Danilo Daneu, glasbenik in zborovodja
- Danilo Devetak, libretist
- Danilo Dolci, italijanski pisatelj, pesnik, družbeni delavec, sociolog na Siciliji ("italijanski Gandi", delno slov. rodu)
- Danilo Dougan, pravnik, politik in športni delavec
- Danilo Fajgelj, glasbenik, skladatelj
- Danilo Furlan, geograf, klimatolog
- Danilo Fürst, arhitekt
- Danilo Golob, klasični filolog, šolnik
- Danilo Golubjov, psevdonim Dragotina Gustinčiča
- Danilo Gorinšek, gledališčnik (igralec, pevec, režiser, dramatik), mladinski pesnik
- Danilo Gregorič, publicist, gospodarski teoretik, politik
- Danilo Jejčič, grafik, slikar
- Danilo Kiš, srbski pisatelj
- Danilo Kocjančič, slovenski glasbenik
- Danilo Lasič, kemik, biofizik (u. v ZDA)
- Danilo Pereira, portugalski nogometaš
- Danilo Petrinja, gospodarstvenik, politik, ustanovitelj Luke Koper
- Danilo Petrović, črnogorski "knjaz"
- Danilo Popivoda, slovenski nogometaš črnogorskega rodu
- Danilo Remškar, pesnik, kulturni animator
- Danilo Švara, skladatelj in dirigent
- Danilo Turk - Joco, igralec
- Danilo Türk, slovenski pravnik, profesor, diplomat in predsednik republike
- Danilo (Luiz da Silva), brazilski nogometaš
- Danilo, umetniško ime igralca Antona Cerarja (po njem tudi več slovenskih igralk s psevd. Danilova: Avgusta Danilova – Mira Danilova – Silva Danilova – Vera Danilova)